# Stereo Love
Stereo Love è il singolo d'esordio del musicista rumeno Edward Maya, basato sulla melodia della composizione Bayatilar del compositore azero Eldar Mansurov e cantato in collaborazione con Vika Jigulina. Il brano ha ottenuto un vasto successo nelle classifiche mondiali ed ha raggiunto la vetta in Francia, Svizzera romanda e Paesi Bassi, diventando uno dei tormentoni estivi del 2010, piazzandosi al 5º posto dei brani più venduti in Italia nel 2010.

## Video musicale
Il video musicale è ambientato in estate nell'isola di Mykonos in Grecia, accarezzata da una leggera brezza marina. I due protagonisti, Edward e Vika, abbandonano le loro dimore vacanziere e percorrono camminando lentamente le strade assolate e deserte del paesino alla ricerca l'una dell'altro. Lui si dirige verso il mare e interrompe per un attimo la passeggiata sedendosi e riposandosi su una barca, mentre lei passeggia dapprima con un'ampia gonna, gonfiata dal vento, e poi solo con costume, maglietta e stivali rossi. Entrambi finiscono col percorrere anche la stessa spiaggia, ma in momenti differenti e senza mai incontrarsi. Nel pieno pomeriggio, Edward cammina attraverso un paesaggio brullo e sabbioso, toccato da un forte vento, e si siede poi comodamente di fronte al mare osservando il tramonto, mentre Vika in costume si accascia sugli scogli per ammirare il medesimo paesaggio.
I due si ricongiungono finalmente nell'imminenza del tramonto su un terrazzo con vista sul mare, e si abbracciano.

## Tracce
- Digital single (Francia)[20]

1. Stereo Love (Original) – 4:07
2. Stereo Love (Extended Mix) – 5:21
3. Stereo Love (Radio Edit) – 3:04
4. Stereo Love (Acoustic Version) – 4:37
5. Stereo Love (Molella Remix Radio Edit) – 2:52
6. Stereo Love (Molella Mix) – 5:02
7. Stereo Love (Dabo Remix) – 5:03
8. Stereo Love (Dabo Remix Edit) – 3:02

- Digital single: The Italian Remixes (Italia)[21]

1. Stereo Love (Molella Remix Radio Edit) – 2:52
2. Stereo Love (Dabo Remix Edit) – 3:02
3. Stereo Love (Molella Mix) – 5:02
4. Stereo Love (Dabo Remix) – 5:03
5. Stereo Love (Acoustic Version) – 4:37
6. Stereo Love (Original) – 4:07
7. Stereo Love (Extended Mix) – 5:21

- CD single (Francia)[22]

1. Stereo Love (Radio Edit) – 3:04
2. Stereo Love (Molella Remix Radio Edit) – 2:52
3. Stereo Love (Dabo Remix Edit) – 3:02
4. Stereo Love (Music Video) – 4:07

- CD single: The Definitive DJ Deluxe Edition (Italia)[21]

1. Stereo Love  (Radio Edit)  - 3:06
2. Stereo Love  (Extended Mix)  - 5:23
3. Stereo Love  (Paul & Luke Remix)  - 6:21
4. Stereo Love  (Paki & Jaro Extended Remix)  - 7:03
5. Stereo Love  (Molella Remix)  - 5:03
6. Stereo Love  (Gabry Ponte Remix)  - 6:36
7. Stereo Love  (DaBo Remix)  - 5:03

- Alfredo Nini version[23]

1. Stereo Love  (Radio Mix)  - 4:11
2. Stereo Love  (Extended Mix)  - 5:09
3. Stereo Love  (Tanzen Mix)  - 5:08

## Successo commerciale
Stereo Love è stato distribuito nel formato CD il 5 ottobre 2009. Il 19 settembre dello stesso anno, grazie alle forti vendite digitali del singolo, esso ha fatto la sua prima entrata nella classifica dei Paesi Bassi alla posizione 16. Il 24 ottobre 2009, Stereo Love è entrato nella top five olandese, occupando per due settimane la posizione numero 5. In Francia e Belgio, il singolo ha esordito rispettivamente alle posizioni numero 2 e 29, nella settimana del 21 novembre 2009. Nella classifica francese, dopo ben cinque settimane consecutive di permanenza alla seconda posizione, Stereo Love ha finalmente raggiunto la posizione numero 1, che ha mantenuto per quattro settimane. Il singolo è rimasto in classifica sino al 1º maggio 2010, data in cui ne è uscito definitivamente.
In Belgio, il brano ha ottenuto maggiori attenzioni solo nel febbraio 2010, grazie alle quali è salito alla posizione numero 7. Stereo Love è apparso il 22 ottobre 2009 nella classifica FIMI, in Italia, ma è entrato nella top 20 solo il 31 dicembre dello stesso anno alla posizione numero 17. Nella ventunesima settimana di permanenza, il 15 aprile 2010, il singolo è salito alla posizione 4.

## Classifiche

### Classifiche settimanali
| Classifica (2009-25) | Posizione massima |
| -------------------- | ----------------- |
| Austria              | 2                 |
| Belgio (Fiandre)     | 7                 |
| Belgio (Vallonia)    | 2                 |
| Canada               | 10                |
| Danimarca            | 2                 |
| Estonia              | 1                 |
| Europa               | 3                 |
| Finlandia            | 1                 |
| Francia              | 1                 |
| Germania             | 4                 |
| Grecia               | 99                |
| Irlanda              | 1                 |
| Italia               | 4                 |
| Moldavia             | 35                |
| Norvegia             | 1                 |
| Paesi Bassi          | 1                 |
| Regno Unito          | 4                 |
| Repubblica Ceca      | 1                 |
| Romania              | 2                 |
| Russia               | 2                 |
| Slovacchia           | 1                 |
| Spagna               | 1                 |
| Stati Uniti          | 16                |
| Svezia               | 1                 |
| Svizzera             | 2                 |
| Svizzera romanda     | 1                 |
| Ucraina              | 6                 |
| Ungheria             | 6                 |

### Classifiche di fine anno
| Classifica (2011) | Posizione |
| ----------------- | --------- |
| Stati Uniti       | 54        |